# 백조자리 P
백조자리 P(영어: P Cygni)는 백조자리에 있는 변광성이다. 명칭 기호 P는 본래 요한 바이어가 이를 우라노메트리아에 신성으로 기록하면서 주어진 것이다. 지구에서 약 5,100 광년 떨어진 이 항성은 분광형 B형의 극대거성으로서 우리 은하에서 가장 밝은 별 중 하나이다.

## 가시적 정보
백조자리 P는 약 5,000광년에서 6,000광년 떨어진 곳에 있다. 상당히 먼 거리에 있지만, 어두운 곳에서는 육안으로도 관찰할 수 있다. 16세기가 끝날 때까지는 전해지는 기록이 없다가 갑자기 +3등성으로 나타난 시점부터 주목받기 시작했다. 이를 처음 관측하였던 사람은 네덜란드의 천문학자이자 수학자이자 지구본 장인이었던 빌럼 얀손 블라우로, 때는 그레 고리력으로 1600년 8월 10일이었다. 이어서 바이어의 1603년 성표에서 이 항성에 대해 기타 명칭 P가 주어지며 이름에 대한 관습이 이어져 내려왔다. 첫 관측으로부터 6년이 흘러서 백조자리 P는 서서히 어두워지기 시작하였고, 1626년에는 육안으로 관찰할 수 있는 범위보다도 어두워졌다. 다시 밝아진 것은 1655년이었고, 1662년에 재차 가시 범위 바깥으로 어두워졌다. 1665년에도 급격한 변화가 관측되었고, 여러 차례의 변광 현상이 그 뒤를 이었다. 1715년 이후로는 미세한 변광 현상만 관측되는 +5등성이 되었다. 오늘날 백조자리 P는 +4.8등성이며, 수일의 척도에서 100분의 1등급 정도로 불규칙한 변광 현상을 보인다. 안시 밝기는 한 세기마다 약 +0.15등급씩 밝아지고 있는데, 이는 광도가 일정하면서 표면온도만 서서히 감소하고 있기 때문이다.
백조자리 P를 영구 신성이라 일컫기도 하였다. 이는 백조자리 P가 신성과 분광학적으로 유사하면서 물질을 분출하는 것이 분명하였기 때문이었다. 한때는 신성을 분출 변광성으로 분류하였던 탓도 있었는데, 오늘날 분출 변광성의 거동은 신성과 상관있는 것으로 여겨지지 않는다.

## 밝은 청색 변광성
백조자리 P는 밝은 청색 변광성(LBV) 중에서 가장 먼저 확인된 사례로 널리 알려져 있지만, 전형적인 LBV와는 거리가 멀다. 일반적으로 LBV의 밝기는 수 년에서 수십 년에 이르는 주기로 변화하며, 간헐적으로 별의 밝기가 급증하는 현상이 일어나기도 한다. 하지만 백조자리 P는 17세기에 있었던 수 차례의 급변 현상이 나타난 이후로 밝기나 스펙트럼이 크게 변화한 바 없다. 비슷한 사건이 용골자리 에타에서도 관측되었고, 일부 외부 은하 천체에서도 관측되었을 것이다.
백조자리 P에는 지금으로부터 900년 전, 2,100년 전, 20,000년 전에 큰 분출 현상이 있었다는 정황이 나타난다. 최근 몇 세기 동안에는 안시등급이 매우 서서히 감소하면서 표면온도도 감소하는 모습이 나타나는데, 이는 이론의 예측처럼 질량이 큰 항성이 적색 초거성 단계로 진화하는 추세로 해석된다.

## 진화
백조자리 P와 같은 밝은 청색 변광성은 극히 희귀하며 수명이 짧기 때문에 은하 내에서 별 탄생이 활발하게 일어나는 영역에서만 나타난다. 매우 무거우면서 큰 에너지를 방출하기 때문에 핵에너지원을 매우 빠르게 소진하므로, 수백만 년 동안만 빛을 낸 후 초신성 폭발로 생을 마감한다. 최근에 먼 은하에서 일어났던 초신성 2006gy는 백조자리 P와 유사한 LBV성의 말로일 것으로 추정된다. 백조자리 P는 주계열을 떠난 직후인 수소 껍질 연소 단계에 있을 것으로 여겨진다.
LBV가 일생에서 종착점이 되는 경우에 대해서 태양보다 20배에서 25배 무거운 항성은 IIb형 초신성으로 끝을 맞이할 것으로 예측된다.

## 백조자리 P형 윤곽

백조자리 P를 상징하는 특유의 Hα 선 윤곽.

백조자리 P는 특정한 분광학적 특징을 가지는 유형의 원류이다. 이러한 유형의 특징은 백조자리 P의 이름을 따서 백조자리 P형 윤곽(영어: P Cygni profile)이라고 일컫는데, 동일한 선 스펙트럼의 윤곽이 방출선과 흡수선의 형태로 동시에 나타나는 경우이다. 이는 항성에서 기체 껍질이 방출되어 팽창하고 있음을 나타낸다. 방출선은 별 주변의 고밀도 항성풍에서 나오며, 청색으로 치우쳐 나타나는 흡수 돌출부는 복사가 관찰자 쪽으로 빠르게 팽창하는 별 주변 물질을 지나면서 형성된다. 이와 같은 윤곽은 여러 유형의 별에서 나오는 항성풍을 연구하는 데 유용하며, 다른 항성에서도 나타날 수 있긴 하더라도 종종 밝은 청색 변광성을 분류할 때의 지침이 된다.
백조자리 P에서 항성풍 수소 알파 방출선 영역의 크기는 5.64±21밀리각초이다. 추정 거리 1,700파섹에서 이 영역의 물리적 크기는 항성 반지름의 대략 26배이다.

## 동반성
백조자리 P의 분출은 동반성으로 질량 이동이 일어나면서 발생하였을 수도 있다는 가설이 제기되었다. 가설상의 이 짝별은 분광형이 B형이고 질량이 태양의 세 배에서 여섯 배에 달하며, 백조자리 P를 7년 주기의 이심률이 큰 타원궤도로 공전한다. 동반성으로 물질이 떨어지면 중력 퍼텐셜 에너지가 방출되면서 그 일부가 계의 광도를 높이는 데 쓰일 수 있다.